# Das Grab des unbekannten Soldaten
Das Grab des unbekannten Soldaten (französisch Le tombeau sous l'Arc de Triomphe) ist ein Antikriegsdrama von Paul Raynal von 1924. Es gilt als das am häufigsten gespielte Antikriegsstück in Europa in den 1920er und 1930er Jahren.

## Inhalt

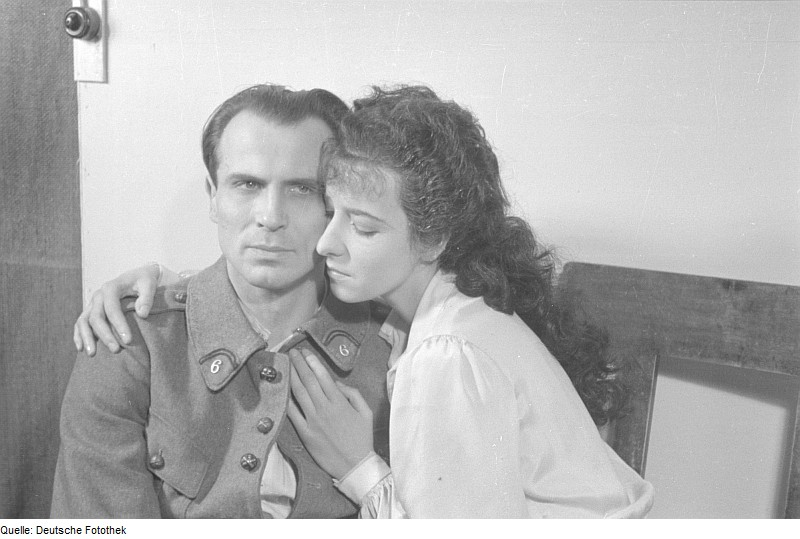
Inszenierung in Berlin-Zehlendorf 1946

Ein Soldat kommt nach 14-monatigem Frontaufenthalt für ein paar Stunden nach Paris, um seine Verlobte Aude heiraten zu können. Danach wird er in einen sehr gefährlichen Einsatz zurückkehren.
In der Begegnung mit ihr bemerkt er schmerzlich die Entfremdung zwischen beiden nach der langen Trennung. In Gesprächen mit seinem Vater prallen gegensätzliche Vorstellungen über den Sinn des Soldatseins aufeinander. Dieser propagiert eine Vorstellung von Heldentod und männlicher Kameradschaft, die sich erheblich unterscheiden von den Erfahrungen des Sohnes. Dieser vermisst bei den offiziellen heroischen Gefallenengedenkfeiern eine echte Anteilnahme an dem Schicksal der Gefallenen und Verwundeten.
Das Stück klagt die Grauen des Krieges an, es plädiert aber auch für ein würdevolles Gedenken für die Opfer. Für heutige  Leser wirkt es patriotisch, aber auch etwas pathetisch.

## Geschichte
Paul Raynal brachte 1920 sein erstes Drama zur Aufführung. Danach verarbeitete er die Erfahrungen seines vierjährigen Einsatzes im Ersten Weltkrieg in seinem nächsten Theaterstück. Anlass dafür war das seiner Meinung nach erstarrte und gefühllose Gedenken am neu geschaffenen Grabmal des unbekannten Soldaten in Paris am Triumphbogen (L'Arc de Triomphe).
Am 30. Januar 1924 fand die Uraufführung in der Comédie-Française statt. Dabei kam es zu teilweise heftigen Protesten von einigen Zuschauern gegen den angeblich unpatriotischen Charakter des Stückes.
1926 erschien eine deutsche Übersetzung von Hedwig von Gerlach. Danach wurde das Stück an vielen deutschsprachigen Theatern aufgeführt. Liberale Theaterkritiker wie Alfred Kerr anerkannten den antimilitaristischen Charakter des Stückes, von deutschnationaler Seite gab es dagegen Kritik wegen einer angeblich abwertenden Darstellung des Soldatseins.
In England erschien 1928 eine Übersetzung. Dort waren die Aufführungen nicht besonders erfolgreich, ebenso wenig am Broadway in New York.
Insgesamt soll es etwa 9000 Aufführungen in den 1920er und 1930er Jahren in Europa gegeben haben.

## Hörspielbearbeitungen
Es gab 1927 und 1928 fünf Hörspielfassungen unter dem leicht abgewandelten Titel Das Grabmal des unbekannten Soldaten bei den Sendern MIRAG (Leipzig), WERAG (Köln) (2 Sendungen), SÜRAG (Stuttgart) und SÜFRAG (Frankfurt am Main), 1929 unter der Regie von Karl Pündter (NORAG), sowie 1977 unter der Regie von Klaus Gmeiner eine beim ORF-Landesstudio Salzburg.
Verfilmungen und weitere Adaptionen sind nicht bekannt.